# Гагарин, Анатолий Семёнович
Анатолий Семёнович Гагарин (22 мая 1931 — 15 января 1984) — передовик советской чёрной металлургии, машинист дистрибутора Новолипецкого металлургического завода Министерства чёрной металлургии СССР, город Липецк, Герой Социалистического Труда (1973).

## Биография
Родился 22 мая 1931 году в деревне Тулупово Урицкого района Орловской области в крестьянской семье. В 1949 году начал свою трудовую деятельность, стал работать в городе Брянске на железной дороге старшим кондуктором товарных поездов. 
В 1951 году был призван в ряды Советской Армии. Демобилизовавшись, в 1952 году, поступил на работу контролёром отдела технического контроля на Днепропетровский металлургический завод имени Петровского. С 1957 года стал трудиться машинистом дистрибутора кислородно-конверторного цеха.
В 1964 году переведён на работу в Новолипецкий металлургический комбинат, в кислородно-конверторный цех №1. В 1965 году на протяжении шести месяцев находился в заграничной командировки в Австрии в городе Линце. С 1966 года работал машинистом дистрибутора. Подготовил молодых специалистов на дистрибутор. В 1974 году направлен в цех №2, участник первой плавки.  
Автор ряда рационализаторских предложений, в том числе по дутьевому режиму конверторной плавки. Внёс огромный вклад в развитие конверторного производства на Новолипецком заводе.   
Указом Президиума Верховного Совета СССР от 29 декабря 1973 года за проявленную трудовую доблесть и достижение выдающихся успехов в выполнении социалистических обязательств, принятых на 1973 год Анатолию Семёновичу Гагарину присвоено звание Героя Социалистического Труда с вручением ордена Ленина и золотой медали «Серп и Молот».
Продолжал работать на заводе. Избирался депутатом Липецкого областного совета депутатов, а также был членом Липецкого горкома КПСС. 
Проживал в городе Липецке. Умер 15 января 1984 года.

## Награды
За трудовые успехи удостоен:
- золотая звезда «Серп и Молот» (29.12.1973)
- орден Ленина (29.12.1973)
- Орден Трудового Красного Знамени (30.03.1971)
- другие медали.
- Почётный металлург СССР (1980)